# Okręg Senlis
Okręg Senlis (fr. Arrondissement de Senlis) – okręg w północno-wschodniej Francji. Populacja wynosi 272 tysiące.

## Podział administracyjny
W skład okręgu wchodzą następujące kantony:
- Betz,
- Chantilly,
- Creil-Nogent-sur-Oise,
- Creil-Sud,
- Crépy-en-Valois,
- Montataire,
- Nanteuil-le-Haudouin,
- Neuilly-en-Thelle,
- Pont-Sainte-Maxence,
- Senlis.